# پائول کلینگر
پائول کلینگر (آلمانی: Paul Klinger; ۱۴ ژوئن ۱۹۰۷ – ۱۴ نوامبر ۱۹۷۱) صداپیشه و بازیگر اهل آلمان بود.